# AJAC da Calheta
La Associação Juvenil dos Amigos da Calheta es un equipo de fútbol de Cabo Verde, de la localidad de  Calheta de São Miguel en la isla de Santiago. Juega en el campeonato regional de Santiago Norte.
En la temporada 2017 quedó campeón del campeonato regional al ganar en la última jornada. El Benfica de Santa Cruz realizó una protesta por lo que le quitaron el título, pero el AJAC presentó un recurso que se lo devolvió. Al finalizar campeón le permite jugar en el campeonato nacional, aunque sea con el mismo ya comenzado, teniendo que jugar los partidos atrasados que habían sido aplazados hasta la resolución de las protestas realizadas.

## Palmarés
- Campeonato regional de Santiago Norte: 1

2016-17